# رادومير يوتنيك
رادومير يوتنيك (بالإنجليزية:  Radomir Putnik)‏ كان أول رئيس صربي لهيئة الأركان العامة الصربية للجيش الصربي في حروب البلقان.

## طالع
- هايدوك فيليكو